# Corinne

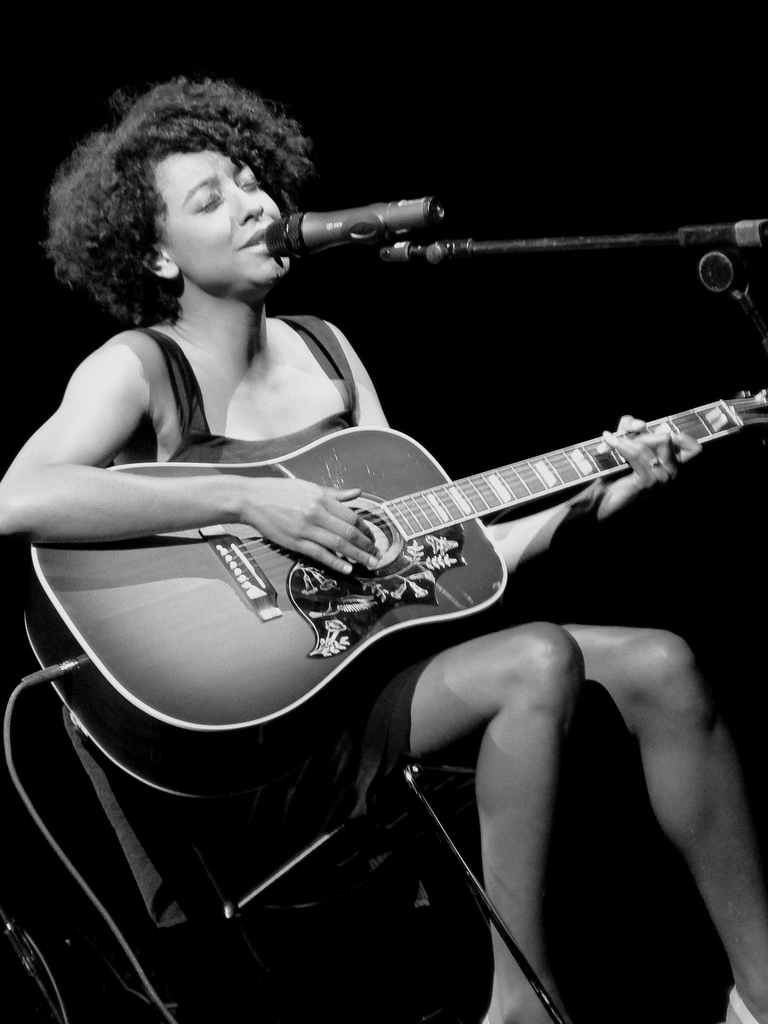
Corinne Bailey Rae

Corinne är en fransk form av det grekiska kvinnonamnet Cora. Corinne betyder 'lilla Cora'.
Den 31 december 2014 fanns det totalt 351kvinnor folkbokförda i Sverige med namnet Corinne, varav 210 bar det som tilltalsnamn.
Namnsdag: saknas

## Personer med namnet Corinne
- Corinne Bailey Rae, brittisk sångerska
- Corinne Cléry, fransk skådespelare
- Corinne Hermès, fransk sångerska och låtskrivare
- Corinne Hofmann, schweizisk självbiografisk författare
- Corinne Maier, schweizisk författare
- Corinne Niogret, fransk skidskytt
- Corinne Rey-Bellet, schweizisk alpin skidåkare